# Le tenebrose avventure di Billy e Mandy
Le tenebrose avventure di Billy e Mandy (The Grim Adventures of Billy & Mandy) è una serie animata statunitense ideata da Maxwell Atoms.
La serie segue le avventure di un ragazzo ingenuo e spensierato di nome Billy e una ragazza cinica e spietata di nome Mandy che, dopo aver vinto una sfida di limbo per salvare il criceto domestico di Billy, ottengono il potente cupo mietitore Tenebra come loro migliore amico in eterna servitù e schiavitù.
Billy e Mandy è nato originariamente come una serie di segmenti di Brutti e cattivi, di cui faceva parte anche la serie Hector Polpetta. Le serie si sono successivamente distaccate trasmettendo indipendentemente gli episodi dal 2003. Nel 2007 è stato trasmesso un episodio speciale crossover con Nome in codice: Kommando Nuovi Diavoli; lo stesso anno sono stati realizzati due film per la televisione, intitolati Billy & Mandy alla ricerca dei poteri perduti e La collera della regina ragno. Un anno dopo è stato trasmesso un terzo film intitolato Gang Spaccagrugno, originariamente destinato a servire come episodio pilota di una nuova serie spin-off, che tuttavia non venne mai realizzata, rendendolo pertanto il finale della serie.
La serie è stata trasmessa per la prima volta negli Stati Uniti su Cartoon Network dal 9 giugno 2000 (come episodio pilota all'interno di The Cartoon Cartoon Show) e ufficialmente dal 24 agosto 2001 al 9 novembre 2007, per un totale di 77 episodi (e 160 segmenti) ripartiti su sei stagioni. In Italia, la serie è stata trasmessa su Cartoon Network dal 31 ottobre 2002 al 15 novembre 2007. In seguito è stata replicata su Boing e per un breve periodo su Italia 1.
Durante la sua trasmissione, la serie ha vinto due Emmy Awards e un Annie Award, con una nomination per un Daytime Emmy Award, per tre Golden Reel Award e altri due Annie Award.

## Genere e struttura
Ne Le tenebrose avventure di Billy e Mandy si può osservare un particolare modo di fare satira mettendo in ridicolo molti valori normalmente esaltati in cartoni più "educativi": l'amore è mostrato come "cosa da femminucce"; ad esempio, nella puntata in cui Mandy si innamora, ella decide di farsi rimuovere il cuore da Tenebra per non amare mai più in vita sua. Altro valore deriso è la bontà: i pochi personaggi con questa dote sono stupidi e fanno sempre una brutta fine. Anche l'amicizia può essere uno dei tanti valori ridicolizzati, infatti nella puntata in cui Nergal cerca di farsi degli amici, Billy tenta di aiutarlo con dei semplici consigli, ma visto che con le buone non funziona, il demone decide di passare alle manieri forti. Quindi l'amicizia può essere mostrata come un legame forzato anziché un semplice rapporto di fraternità. Ricorrente è anche il fatto di come i protagonisti rompano spesso la quarta parete citando più volte di essere in uno show. Nel cartone comunque non vi è violenza esplicita e non si rispettano le normali leggi della fisica. Inoltre, capita spesso anche che gli episodi terminino con i protagonisti, o addirittura l'intera umanità, finiti in una situazione apparentemente senza uscita, ma poi, tutto sembra essere tornato alla normalità nell'episodio successivo come se non fosse accaduto nulla.

## Trama
Billy e Mandy sono due strani bambini che vivono nella periferia della cupa città industriale di Endsville. Il primo è un bambino ottimista e sempre felice, non perché abbia un carattere solare ma semplicemente perché è un completo imbecille; la seconda è una bambina cinica, misantropa e sadica che non sorride mai, forse perché è l'unica dotata di intelligenza in un contesto principalmente composto da idioti.
Dopo che Billy e Mandy hanno imbrogliato in una partita di limbo contro Tenebra, il Cupo Mietitore ("The Grim Reaper" nell'originale), con in palio l'anima di Mr. Snuggles, il criceto di Billy, questi diventa schiavo di un'amicizia permanentemente indesiderata con i bambini. Tenebra è infelice nei primi giorni della sua schiavitù e fantastica persino di uccidere più volte i suoi due padroni. Tuttavia, con il passare del tempo, si adatta gradualmente alla sua nuova vita e inizia persino a prendersi cura di Billy e Mandy, anche se solo un po'. Nonostante ciò, mantiene un rapporto di amore-odio con i due e desidera alla fine liberarsi dalla loro servitù.
Billy e Mandy usano le abilità e i poteri soprannaturali di Tenebra per avventurarsi in luoghi o ambienti soprannaturali, come gli Inferi, abitati da un assortimento di grottesche creature mostruose. La coppia usa anche le abilità soprannaturali di Tenebra o i suoi legami per raggiungere obiettivi o desideri per se stessi, spesso con risultati contorti. Famosi mostri immaginari tra cui Dracula, l'Uomo lupo e l'Uomo Nero sono spesso raffigurati comicamente nella serie.
La serie manca di continuità per la maggior parte, poiché molti episodi finiscono con personaggi esiliati o bloccati in una situazione, anche se poi tutto quanto sembra tornare come prima nell'episodio successivo. I personaggi a volte mostrano una consapevolezza di alcuni eventi degli episodi precedenti, ma in generale non ci sono archi narrativi di personaggi chiari o linee di trama coerenti che legano insieme gli episodi.

## Episodi
| Stagione         | Episodi | Prima TV USA | Prima TV Italia |
| ---------------- | ------- | ------------ | --------------- |
| Prima stagione   | 24      | 2001-2004    | 2002-2004       |
| Seconda stagione | 8       | 2004         | 2005            |
| Terza stagione   | 13      | 2005         | 2005            |
| Quarta stagione  | 13      | 2005         | 2005-2006       |
| Quinta stagione  | 13      | 2006         | 2006            |
| Sesta stagione   | 11      | 2006-2007    | 2007            |
| Speciali         | 4       | 2003-2007    | 2004-2007       |
| Corti            | 19      | 2006-2007    | inediti         |

## Film
- Billy & Mandy alla ricerca dei poteri perduti (2007)
- La collera della regina ragno (2007)
- Gang Spaccagrugno (2008)

## Personaggi e doppiatori

### Personaggi principali

Billy e Mandy al loro primo incontro con Tenebra

- William "Billy" (stagioni 1-6), voce originale di Richard Steven Horvitz, italiana di Roberto Certomà.
Ha un naso enorme e grazie alla sua stupidità riesce a vedere il lato positivo anche nelle situazioni peggiori. Si caccia sempre nei guai, ha pessimi risultati nella vita come a scuola, ha paura dei clown, dei ragni e dei postini (affetto da coulrofobia e aracnofobia) ed ha l'abitudine di sottrarre pericolosi oggetti dal baule di Tenebra. In un episodio Mandy e Tenebra cercano di far vincere a Billy la paura per i clown travestendosi da pagliacci, ciò però causa un effetto totalmente opposto: Billy parlando con il suo amico immaginario, si convince che i clown vogliano essere più bravi e migliori di lui. Ciò causa in Billy un profondo astio nei loro confronti, tanto da rincorrere Mandy e Tenebra per linciarli. I due riescono fortunatamente a mettere i vestiti a Irwin il quale viene infine pestato selvaggiamente da quest'ultimo. Billy nutre sempre cieca fiducia nelle intenzioni di Tenebra e di Mandy. Il Mietitore sostiene che la causa della sua stupidità sia dovuta alla poca attenzione che i suoi genitori gli prestano e ritiene che si comporti come suo padre, che in realtà è quasi più stupido del figlio. Billy ha un gatto che si chiama Frappé (Milkshake) e il sopracitato criceto Mr. Snuggles, ma nel corso delle puntate ha avuto altri animali da compagnia: una chupacabra di nome Daisy, un pesciolino asmatico di nome Piccolo Porcellino (L'il Porkchop), un bastardino di nome Wighy Jiggy Jad e un alieno di nome Ammiraglio Ghiottone Fulminante. In un episodio si scopre che Billy ha un fratello maggiore in Messico, Bruttinho (Del Uglio). In un altro episodio si scopre che Billy è molto bravo a ballare. Nel terzo film si scopre che la paura dei ragni è stata causata da Bun Bun, poiché quando era ancora neonato lo spaventò con un ragno. La sua anima è molto ricercata dalle creature sovrannaturali che la considerano di estremo valore. In un episodio si scopre che Billy ha discendenze giapponesi. Nonostante la sua totale ignoranza, Billy ha dimostrato di conoscere Mandy molto più a fondo della maggior parte degli altri personaggi e di sapere anche quali siano le sue debolezze, prendendosi anche in certe occasioni una piccola e meritata rivincita nei suoi confronti. Nel 2021, Maxwell Atoms, che ha lui stesso la sindrome di Asperger, ha confermato che Billy ha l'autismo e lo ha paragonato al "mondo interiore divertente e gioioso in cui ad egli piace trascorrere il suo tempo".
- Amanda "Mandy" (stagioni 1-6), voce originale di Grey DeLisle, italiana di Tatiana Dessi.
È una bambina molto intelligente, cinica, sadica e misantropa, dotata di un feroce e divertente sarcasmo. Si comporta male sia con Tenebra (tiranneggiandolo e facendogli svolgere i lavori di casa), sia con Billy (che insulta regolarmente e al quale ruba sempre le proprie cose), ma anche con i suoi genitori, che puntualmente terrorizza. In un episodio i genitori spiegano che quando Mandy nacque, un branco di lupi sentendola come loro simile giunsero per prendersela, e i genitori si chiedono a volte se fosse stato meglio lasciargliela. Grabina, un mostro di bellezza amica di Tenebra, definisce Mandy una bambina con la luna storta permanente che ha avuto fin dalla nascita. In un episodio Tenebra e Billy decidono di farle indossare la maschera della bestia per costringerla a essere gentile con loro, ma senza successo. Una delle particolarità di Mandy è la sua scarsa emotività, evidenziata dal fatto che non sorride mai. A questa regola si è sottratta solamente in rarissime occasioni: come quando si innamora di Piff, il nuovo amico di Billy; quando, alla fine del primo episodio, sente Tenebra lamentarsi per il dolore; quando per sbaglio esprime un desiderio che fa scomparire ogni persona al mondo tranne se stessa, o come quando partecipa a un concorso di bellezza, in cui però il suo sorriso altera la realtà e la distrugge. Nel primo film, quando Billy viene divorato dal Kraken e lei lo crede morto, Mandy per la prima volta mostra un'espressione di velata tristezza, ma poco dopo Billy ricompare assieme al Kraken, di cui è diventato amico. Mandy ha un cane di indole dolce e giocherellona che porta il nome di "Saliva". Mandy ha paura per motivi ignoti delle pattinatrici classiche e nel primo film, si scopre la sua paura più grande: il guanto del terrore, mostra a Mandy una se stessa adulta ma brutta e grassa sposata con Irwin adulto e di bell'aspetto, il quale ama perdutamente. Nel terzo film, candidandosi alle elezioni annuali, riesce stranamente a diventare presidente degli USA nonostante la sua giovane età. Nel 2021, Maxwell Atoms, ha confermato che anche Mandy è affetta da autismo come Billy e l'ha paragonata al "modo freddo e razionale che ha imparato a vedere il mondo per sopravvivere".
- Tenebra (in originale: Grim) (stagioni 1-6), voce originale di Greg Eagles, italiana di Mario Bombardieri.
Il cupo mietitore è costretto ad essere amico di Billy e Mandy per aver perso una gara di limbo. Condannato ad esaudire ogni loro desiderio, si arrabbia ogni volta che Billy prende oggetti dal suo baule o ruba la sua falce. Sua madre Miriam è un genio della lampada, suo padre Earl un appassionato di musica country, sua nonna un'esperta di medicina erboristica e sua zia Kali un'abile cuoca. Oltre ad adorare il giardinaggio, Tenebra ha fatto diversi lavori: modello per costumi da bagno, insegnante nella scuola di Endsville e in quella di Toadblatt, presentatore di un talk show e pizzaiolo. Ha due "animali domestici": il cane a tre teste Cerebus (Cerberus) ed il pesciolino scheletrico Ossicino (Chugney). Nel doppiaggio originale parla con accento giamaicano. Nel 2021, Maxwell Atoms ha confermato che persino Tenebra ha l'autismo e lo ha paragonato al "mediatore morale" fra Billy e Mandy.
- Irwin (stagioni 1-6), voce originale di Vanessa Marshall, italiana di Daniele Raffaeli.
Il migliore amico di Billy e incarna lo stereotipo del nerd. Durante la serie viene spesso divorato da mostri o dimenticato dagli amici. Sua madre è una mummia, suo nonno paterno è Dracula e i suoi unici parenti normali sono suo padre (che però è metà vampiro) e la nonna paterna (moglie di Dracula). È perdutamente innamorato di Mandy ma senza essere minimamente ricambiato. In un episodio si scopre che quando era piccolo era molto malvagio, ma col passare del tempo il suo carattere si è addolcito. Nella versione originale, Irwin finisce spesso le sue frasi con la parola "yo", caratteristica andata persa nell'adattamento italiano[4]. Nel primo film bacia Mandy e prende la mononucleosi. Sempre in tale film si scopre che la sua paura più grande è quella di raccontare barzellette agli orsi. È uno dei protagonisti del terzo film, Gang Spaccagrugno, dove inizia a manifestare enormi poteri sia di vampiro che di mummia, i quali incomincerà a padroneggiare.

### Personaggi ricorrenti
- Harold (stagioni 1-6), voce originale di Richard Steven Horvitz, italiana di Giuliano Santi.
Il padre di Billy. Vive nella stessa casa da quando è nato e, nonostante sia stupido come il figlio, curiosamente era stato ammesso ad Harvard, anche se non ci poté andare perché la lettera di ammissione gli fu rubata dall'albero del giardino. Tenebra sostiene che è a causa sua se Billy sia diventato stupido come lui. Adora danzare, è quasi perennemente disoccupato e il suo cervello è contenuto nel ciuffo di capelli. Conosce un particolare ballo chiamato Struscio del Bambù che se compiuto è in grado di generare enormi esplosioni devastanti. Anche Harold sembra avere l'autismo e suo Billy lo ha per tanto ereditato.
- Gladys (stagioni 1-6), voce originale di Jennifer Hale, italiana di Cinzia Villari (st. 1), Beatrice Margiotti (st. 2-6) e Irene Di Valmo (alcuni episodi).
La madre di Billy. Ha dovuto trasferirsi temporaneamente da sua cognata a causa della presenza di Tenebra nella sua abitazione. È una madre gentile e premurosa, anche se molto ansiosa, a volte ha dei veri e propri attacchi isterici.
- Richard "Dick" (stagioni 4-6), voce originale di Phil LaMarr.
 È il padre di Irwin. È sposato con una mummia di nome Judy, che è la madre di Irwin e, essendo una mummia, rende Irwin mezzo mummia, un quarto umano e un quarto vampiro. Il padre di Irwin insiste sul fatto che la loro insolita coppia lasci "molte domande a cui non c'è bisogno di rispondere". Dick è anche noto per avere un gusto anni '70 in fatto di stile e a volte dà a Irwin pessimi consigli su come uscire con le ragazze e come conquistarle, sebbene lo faccia con buone intenzioni.
- Tanya "Nonna" Dracula (stagioni 5-6), voce originale di Phil LaMarr.
Nonna paterna di Irwin e moglie di Dracula. Nonostante il suo atteggiamento rabbioso, sembra tenere a Irwin, ma a volte lo mette in imbarazzo. Non le piace essere sfidata o insultata e detesta la musica hip hop.
- Mindy, voce originale di Rachael MacFarlane.
La nemica-rivale di Mandy: vanitosa, egocentrica e superficiale, è leader delle bambine pon-pon della scuola ed è la rappresentante di classe.
- Sperg, voce originale di Greg Eagles, italiana di Francesco Meoni (st. 1-3) e Alberto Bognanni (st. 4-6).
Un bullo molto cattivo che prende a smutandate i poveri Billy ed Irwin, ma ha molta paura di Mandy. Suona la chitarra in un gruppo metal a cui aveva partecipato anche Tenebra, i "Fetidi Viola" (Purple Filth), e sogna di andare a Broadway.
- Phillip "Phil" e Claire (stagioni 1-6), voci originali di Dee Bradley Baker e Vanessa Marshall, italiane di Germano Basile e Laura Nicolò.
I genitori di Mandy, terrorizzati dalla loro stessa figlia, sono persone piuttosto comuni che desiderano una vita tranquilla e serena, ma si piegano di fronte a Mandy ed esaudiscono ogni suo desiderio al fine di non scatenare le sue ire, anche se in un episodio cercano di educarla (naturalmente senza alcun successo) con l'aiuto di una tata. In un episodio affermano che quando Mandy nacque un gruppo di lupi si era mostrato per prenderla con loro, poichè sentivano che fosse una loro simile. I genitori di Mandy, spesso si domandano se la scelta giusta fosse quella di lasciare la figlia ai lupi.
- Generale Reginald Peter Scar (in originale: Skarr) (stagioni 1-6), voce originale di Armin Shimerman, italiana di Ambrogio Colombo (st. 1-5), Massimo Milazzo (st. 6) e Mino Caprio (film).
Personaggio originario di Hector Polpetta, serie trasmessa in origine insieme a Billy e Mandy. Era il generale dell'esercito di Hector Polpetta, ma successivamente è andato in pensione dopo che hanno dovuto vendere il quartier generale (riferimento alla sospensione della serie), e gli autori hanno deciso di reinserirlo come vicino di casa di Billy; ha cercato di rubare molte volte la falce di Tenebra per conquistare il mondo. È un coprotagonista nel terzo film, Gang Spaccagrugno.
- Pud'n (stagioni 1-6), voce originale di Jane Carr, italiana di George Castiglia.
Un amico di Billy: ha i capelli rossi ed è piuttosto fifone e piagnucoloso. I suoi genitori sono una coppia di lupi.
- Eleanor Butterbean, voce originale di Renee Raudman.
La maestra di scuola di Billy e Mandy: molto brusca con i suoi alunni (anche se in verità possiede un carattere gentile e ingenuo), passa la maggior parte del suo tempo a poltrire in classe. L'unica cosa che può addolcirla è una succosa mela rossa.
- Preside Buonumore (in originale: Principal Goodvibes), voce originale di Chris Cox, italiana di Romano Malaspina (st. 3-4), Massimo Milazzo (st. 5) e Giovanni Petrucci (st. 6) .
Porta il parrucchino e conduce una vita piuttosto monotona che si svolge nella sua auto usata come casa. In un episodio viene trasformato in un gangster rap di nome Goodbling, ma viene sconfitto dalla nonna di Irwin ad una gara di insulti alle madri.
- Hoss Delgado (stagioni 1-6), voce originale di Diedrich Bader, italiana di Roberto Draghetti (st. 1-4) e Pierluigi Astore (st. 5-6).
Un cacciatore di demoni e creature paranormali, molto colpito dalla fine fatta da Tenebra, costretto a essere il miglior amico di Billy e Mandy; in una puntata fa, insieme ad Eris, il "genitore-sostituto" di Billy. Il personaggio è una evidente parodia al personaggio di Snake Plissken dal film 1997: Fuga da New York, la motosega montata sul suo braccio destro è invece un tributo ad Ash Williams della serie de La casa e il suo nome è probabilmente ispirato da Jose Delgado / Gangbuster. Nel terzo film rivela che prova astio nei confronti dei mostri poiché da bambino veniva spaventato da un mostro nell'armadio, e poco dopo si scopre che questi non era altri che l'antagonista del film, Bun Bun.
- Eris (stagioni 1-5), voce originale di Rachael MacFarlane, italiana di Deborah Ciccorelli (st. 1-3) e Maura Cenciarelli (st. 4-5).
Dea del caos e della discordia, dissemina scompiglio nel mondo; innamorata di Adone, ha una mela che in realtà usa per diffondere discordia tra gli abitanti di Endsville. Viene presentata come una ragazza formosa dagli occhi blu scuro e capelli biondi. In alcuni episodi presenta uno spazio tra i denti e porta generalmente dei vestiti tipici dell'antica Grecia. Tenebra in passato ha avuto una cotta per lei, senza essere ricambiato. Ha una storia con Hoss Delgado. In un episodio, la stupidità di Billy e la sua insensatezza in quello che fa, portano Eris a farle temere la sua stessa voglia di caos.
- Jeff il Ragno (stagioni 2-6), voce originale di Maxwell Atoms, italiana di Massimiliano Plinio (st. 2) e Gianluca Crisafi (st. 3-6, film).
Un gentile ragno gigante uscito da un uovo covato da Billy, che Jeff crede suo padre, anche se il bambino, aracnofobico, lo ha sempre odiato, nonostante nel secondo film riesca (seppur per poco tempo) a superare il terrore che prova nei suoi confronti.
- Nergal (stagioni 2-5), voce originale di David Warner e Martin Jarvis, italiana di Roberto Del Giudice (st. 1-3) e Germano Basile (st. 4-6).
Dio degli inferi della mitologia mesopotamica, inizialmente depresso per la solitudine, voleva sostituire Tenebra come amico di Billy e Mandy, ma nelle successive puntate si sposa con la sorella maggiore di Gladys e ha un figlio di nome Nergal Junior.
- Zia Sis (stagioni 1-6), voce originale di Grey DeLisle, italiana di Marzia Villani.
Zia paterna di Billy e sorella maggiore di Harold. Sposata con Nergal, da cui ha avuto un figlio, Nergal Jr.
- Nergal Jr. (stagioni 2-6), voce originale di Debi Derryberry, italiana di Barbara Pitotti (st. 3-4).
Figlio di Nergal e cugino di Billy. Come suo padre, può assumere le sembianze di altre persone, animali o mostri. Si distingue dagli altri bambini per il colore pallido della pelle, le sclere degli occhi color verde chiaro e per i denti a punta.
- Uomo Nero (in originale: Boogey Man) (stagioni 1-6), voce originale di Fred Willard.
L'uomo nero, il baubau delle paure dei bambini, ex compagno di scuola di Tenebra (il quale era spesso vittima dei suoi scherzi) è ora invidioso del mietitore per la sua capacità di incutere timore (lui invece non ha mai spaventato nessuno). È un personaggio poco presente nella serie ma più attivo nei videogiochi ed è l'antagonista principale del primo film.
- Giudice Roy Spleen (stagioni 4-5), voce originale di Phil LaMarr.
È un giudice dell'oltretomba che compare per la prima volta nell'episodio Home of the ancients, un tempo insegnante nella scuola di Tenebra.
- Mr. Bun Bun, voce originale di David Wittenberg.
L'antagonista principale del terzo film, Gang Spaccagrugno. È un coniglio di marshmallow intento a governare il mondo. Ha fatto numerose opere malvagie in passato, che hanno determinato il destino di alcuni personaggi nella serie: spaventò Delgado da bambino fingendosi un mostro (causandogli astio nei confronti di tali creature), mise un verme strega nei capelli di Mindy trasformandola in una strega, spaventò Billy da bambino con un ragno causandogli l'aracnofobia e a sua volta odio verso Jeff, e ha tagliato le zanne di Fred Fredburger. Bun Bun recluta con sé il generale Skarr e verso la fine egli sta per tirare una leva che rovescerà una pentola di cioccolata calda contro i protagonisti, ma proprio all'ultimo istante tradisce il suo padrone spingendolo dentro e facendolo sciogliere.

### Personaggi di supporto
- Nigel Planter, voce originale di Jake Thomas, italiana di Simone Crisari (st. 2).
 Una parodia di Harry Potter, è un ragazzo con gli occhiali e una cicatrice a forma di L sulla fronte (che si rivela essere un segno di penna). È un giovane mago lamentoso di Casa Weaselthorpe, presso la Scuola di Stregoneria di Toadblatt. È spesso troppo sicuro di sé, spesso attribuendosi il merito di cose che non ha fatto (come il sabotaggio da parte di Mandy degli sforzi della casa rivale Gunderstank per vincere la coppa delle case). Più avanti nella serie, si insinua che nutra un debole sentimento romantico per Mandy.
- Dean Toadblatt, voce originale di John Vernon e Ronnie Schell.
 È il preside della Scuola di Stregoneria di Toadblatt, nonché una parodia di Albus Silente (e Severus Piton). Toadblatt è un grosso rospo umanoide che indossa una tunica da mago viola. Odia profondamente Nigel Planter e fa di tutto per cacciarlo dalla sua scuola.
- Lord Chiappequadre (in originale: Lord Moldybutt) (stagioni 1-6), voce originale di John Kassir, italiana di Luca Dal Fabbro.
 Una parodia del cattivo di Harry Potter, Lord Voldemort. Viene menzionato per la prima volta in "Il vaso da notte dei segreti" e si crede che voglia uccidere Nigel. Alla fine dell'episodio, si scopre che era Toadblatt travestito a voler sbarazzarsi di Nigel. In un episodio successivo, il vero Lord Moldybutt rivela di non voler uccidere Nigel, ma di voler impadronirsi della fattoria di arachidi dei Planter, lasciata a Nigel dai suoi genitori defunti. Da piccolo, fece a Nigel un segno di penna a forma di L (che Nigel pensò fosse una cicatrice), riferendosi alla cicatrice a forma di saetta di Harry Potter. Pronunciare il nome di Lord Moldybutt causa la rottura di cose, anche se pronunciato da Moldybutt stesso. Di conseguenza, la gente lo chiama "colui-che-non-dovrebbe-mai-essere-nominato". Tuttavia, molti personaggi, soprattutto Billy, pronunciano il suo nome per sbaglio, con conseguenze disastrose.
- Fred Fredburger (stagioni 5-6), voce originale di C. H. Greenblatt, italiana di Fabrizio Manfredi.
Una bizzarra creatura demoniaca con l'aspetto di un elefante verde. Individuo piuttosto stupido e infantile, arrivando quasi a dimostrarsi affetto da ritardo mentale. È un tipo spensierato, sensibile, e facilmente impressionabile, adora mangiare frozen yogurt e nachos, e risponde quasi sempre "Si!" ad ogni domanda; spesso si ritrova anche a dire "devo fare la popò" nei momenti meno opportuni. Compare per la prima volta nell'episodio Fred e il frozen yogurt in cui vince un concorso il cui premio consiste nel passare un'intera giornata con Tenebra. Nel film Billy & Mandy alla ricerca dei poteri perduti entra a far parte inizialmente della ciurma dell'Uomo Nero e in seguito, nella scena dopo i titoli di coda, si scopre che si è impossessato della Mano del Terrore, arrivando così a dominare il mondo dopo aver affrontato la sua unica paura: finire i nachos. Nel terzo film entra a far parte della Gang Spaccagrugno; in questo film inoltre si scopre che aveva delle zanne molto lunghe, ma gli furono tagliate da Bun Bun mentre dormiva.
- Dracula (stagioni 4-6), voce originale di Phil LaMarr, italiana di Vladimiro Conti, Massimo Milazzo, Giorgio Favretto e Toni Orlandi.
Un famoso vampiro, ormai pensionato, idolo dell'infanzia di Tenebra. Piuttosto scontroso, adora ballare, parla di sé in terza persona ed è il nonno paterno di Irwin. Il personaggio è un'evidente parodia di Blacula.
- Lord Pain, voce originale di Henry Gibson.
Il signore della pianura dell'eterna sofferenza (in seguito rinominata "Livello 9" per fini turistici). Servo fedele prima di Tenebra e poi di Mandy, il suo vero nome è Charles.
- Frullato (in originale: Milkshakes), voce originale di Grey DeLisle.
Chiamato anche "Frappé", è il gatto di Billy.
- Saliva, voce originale di Jess Harnell e Richard Horvitz.
Il cane di Mandy.
- Cerbero, voce originale di Jess Harnell, Greg Eagles e Danny Mann.
- Mr. Snuggles, voce originale di Richard Horvitz.
- Cappello Calamaro (in originale: Squidhat), voce originale di "Weird Al" Yankovic, italiana di Luigi Ferraro.

### Personaggi secondari
- Ja Ja.
Parassita nato dal brufolo di Billy che col tempo è diventato un suo clone, muore per una bibita antiparassiti della nonna di Tenebra.
- Hector Polpetta (in originale: Hector con Carne), voce originale di Phil LaMarr, italiana di Stefano De Sando.
Protagonista della serie omonima, inizialmente trasmessa insieme a Billy & Mandy. Miliardario aspirante dittatore del mondo, il suo corpo è andato distrutto in un'esplosione che ha risparmiato solo il suo cervello e il suo stomaco, i quali sono ora connessi al corpo di un orso viola di nome Boskov, l'orso e i due organi tuttavia pensano e agiscono per conto proprio. È stato tolto dalla serie, ma compare ancora raramente. Nell'episodio Una voce alle spalle è lui stesso a dire: "Io non ci sono neanche più in questo stupido cartone!"
- Dottoressa Orrore (in originale: Major Doctor Andedonia J. Ghastly), voce originale di Grey DeLisle, italiana di Alessandra Cassioli.
Scienziata pazza e moglie di Hector, per il quale progetta armi e macchinari di ogni genere.
- Commando Merluzzo (in originale: Cod Commando), voce originale di Maxwell Atoms.
Soldato d'élite del corpo speciale S.P.O.R.K. e nemico giurato di Hector. Fa due camei negli episodi Una voce alle spalle e Billy Ocean.
- Creeper, voce originale di Greg Ellis.
Assistente di Boogey Man nel primo film.
- Billybot e Mandroid, voci originale di Richard Steven Horvitz e Grey DeLisle.
Robot replicanti creati da Creeper.
- Crachenat.
- Puzzoladoro (in originale: Gunderstank).
- Serpegialla (in originale: Weaselthorpe).
- Piccolo Porcellino (in originale: Lil' Porkchop), voce originale di Roger Rose.
Il mini-pesce asmatico di Billy
- Il Marinaio di Cioccolata (in originale: Chocolate Sailor).
Un venditore di cioccolata composto di questa sostanza.
- Piff, voce originale di Maxwell Atoms.
Amico di Billy di cui Mandy si innamora temporaneamente.
- Duck.
Un'anatra fantasma, indossa continuamente un elmo chiodato tedesco. Il suo divertimento preferito è spernacchiare dietro alle sue vittime per fare in modo che queste vengano accusate di aver scoreggiato.
- Malaria, voce originale di Jeannie Elias.
Ex fidanzata di Tenebra, fuggita dopo aver scoperto l'identità di quest'ultimo.
- Pandora, voce originale di Nika Futterman.
La famosa donna creata da Efesto per punire il genere umano su ordine di Zeus, incarnatasi nel corpo di una bambina ispanica compagna di classe di Billy e Mandy. Si porta sempre appresso il celebre Vaso che contiene tutti i mali del mondo, spacciandolo per un cestino da pranzo, nella speranza che qualcuno prima o poi lo apra. Dopo vari tentativi, riesce a convincere Mandy ad aprirlo, ma grazie anche all'aiuto di Billy e Tenebra i mali fuoriusciti vengono ricacciati prontamente nel vaso. Il personaggio è un'evidente parodia di Dora l'esploratrice.
- Pinocchio, voce originale di Scott Menville, italiana di Gabriele Patriarca (st. 2).
Appare in due episodi, "Raccontami una storia" e "Billy Ocean". Nella prima puntata Pinocchio vuole mangiare la carne di Billy per diventare un bambino vero ma viene catturato da Mandy che costruisce una sedia col suo corpo; nel secondo si trova in una balena insieme a Geppetto, in cui appare anche la Fata Turchina.
- Birillotto (in originale: Pinface), voce originale di John Kassir.
Parodia di Pinhead, è un demone dimensionale che Tenebra aveva rinchiuso in un cubo di Rubik; vuole conquistare il mondo e si serve di demoni della sua dimensione, che può evocare a piacimento. Deve il suo nome ai birilli che ha conficcati nella testa. Viene sconfitto dal padre di Billy, che incredibilmente riesce a completare il cubo. Ha una sorella uguale a lui, che è una ex fidanzata di Tenebra.
- Cthulhu, voce originale di Alec Baldwin e Kevin Michael Richardson.
La celebre creatura ideata da Howard Phillips Lovecraft, appare come cattivo principale nella puntata Non svegliare lo Cthulhu che dorme.
- Atrocia, voce originale di Paula Tiso.
Presentatrice di un programma televisivo a tema horror per cui Tenebra ha una cotta.
- Abraham Lincoln, voce originale di Peter Renaday.
Presidente degli Stati Uniti.
- Lionel Van Helsing, voce originale di Dorian Harewood.
Cacciatore di vampiri, un tempo miglior amico di Dracula.
- Morg, voce originale di Keith Ferguson.
Il cupo mietitore del pianeta Marte.
- Moglie di Frankenstein.
Un personaggio secondario, residente nella casa di riposo degli esseri malvagi.
- L'uomo Lupo (in originale: Wolfman), voce originale di Billy West, italiana di Alberto Bognanni.
Un altro residente della casa di riposo.
- Jack O'Lantern, voce originale di Wayne Knight.
Un uomo che, in epoca medievale era noto per il suo vizio di giocare scherzi a chiunque, gli allora cittadini di Endsville, stanchi di ciò, fecero in modo di farlo giustiziare. Quando Tenebra si presentò a casa sua, egli riuscì a rubargli la falce, restituendogliela solo in cambio dell'immortalità, Tenebra lo accontentò per poi decapitarlo, costringendolo a vivere in eterno portando sulle spalle una zucca incisa.
- Numero 3 (in originale: Numbuh 3), voce originale di Lauren Tom.
Personaggio di Codname: KND, appare nel film "Billy e Mandy alla ricerca dei poteri perduti" (Billy & Mandy's Big Boogey Adventures) dove sostituisce Tenebra che è stato accusato di incompetenza e abuso di potere. Dopo che Tenebra riottiene il suo incarico, decide di continuare a mietere anime per conto suo, ma con scarso successo.
- Velma Green, voce originale di Kari Wahlgren.
La regina dei ragni, apparsa nel secondo film, La collera della regina ragno. Da giovane era innamorata di Tenebra, è ricambiata da quest'ultimo, ma quando durante l'elezione del cupo mietitore lo scoprì mentre metteva dei biglietti nel paniere (contenente voti degli studenti riguardo a chi sarebbe stato il cupo mietitore) convinta che stesse imbrogliando mettendo biglietti con scritto il suo stesso nome lo lasciò. Ricompare anni dopo per vendicarsi, ma successivamente Tenebra rivela che nei biglietti non c'era il suo stesso nome, ma quello di Velma: quando vide l'Uomo Nero imbrogliare in quella maniera lo fermò e decise di aiutare Velma mettendo il suo nome nel paniere, ma lei fraintese; divenne il cupo mietitore solo perché prese la falce e colpi l'Uomo Nero per vendicarsi, e così i giudici lo ritennero la persona adatta per quel ruolo.
- Signora Doolin, voce originale di Betty White.
Donna vissuta anni addietro. Vecchia campionessa della maggior parte degli sport dove vinse il primo premio. Sfidò spesso Tenebra battendolo praticamente in ogni sport. I bambini temono molto la sua vecchia abitazione, dove le voci dicono che vi dimori ancora il suo fantasma. Ciò viene influito anche dalle storie che racconta Tenebra sul suo conto, non sopportando che la signora Doolin abbia vinto ogni volta una sfida contro di lui. Mandy per una sfida di coraggio da parte di Billy e Irwin, entra nella sua casa, dove la incontra facendoci amicizia. Possiede come animali domestici un ragno che mangia frutta e un cane che vinse da Tenebra a una sfida a poker. Aiuta Mandy a fare uno scherzo a Billy poiché riteneva le ragazze paurose. Fatto lo scherzo Mandy voltandosi trova la sua casa abbandonata e fatiscente e Doolin misteriosamente svanita. Osservando un suo vecchio ritratto nel quale la si vede con una spada affrontare Tenebra, Mandy comprende che la signora Doolin è divenuta immortale avendo sconfitto Tenebra in tutto, avendo quindi vinto la morte. La signora Doolin è stata la prima di Billy e Mandy ad avere sconfitto Tenebra. Stando alle fotografie delle sue gare sportive, la Signora Doolin, ha vissuto negli anni trenta. Non è risaputo dove sia finita in seguito.
- Fred Flintstone, voce originale di James Arnold Taylor.
Protagonista della serie Gli antenati, è un cavernicolo trovato congelato sotto il cortile di Billy nell'episodio Un cavernicolo in città.
- Orso Yoghi e Bubu, voci originali di Dave Fouquette e Tom Kenny.
Compaiono nell'episodio Elfi e nani.
- Coraggio di Mandy, voce italiana di Pasquale Anselmo.
- Boo Boo verde, voce italiana di Silvio Anselmo (adulto) e Stefano Billi (ragazzo).
- Tata di Mandy, voce italiana di Stefania Romagnoli.
- Signor Voorhees, voce italiana di Valerio Ruggeri.
- Cuoco televisivo, voce italiana di Oliviero Dinelli.
- Trombembolo, un teschio magico che stava nella tasca dell'abito di Tenebra. Ha come occhi due gemme, un numero nove impresso sulla fronte e parla sempre in rima. Tenebra spiega che il numero sulla fronte indica i desideri che è costretto a esaudire per poter ritornare alla sua dimensione. Mandy domanda a Tenebra perché non ha usato i desideri di Trombembolo, per tornare ad essere libero. Tenebra avverte che spesso i desideri si ritorcono contro chi li esprime e quindi è più preferibile rimanere con Billy e Mandy piuttosto che finire nei guai a causa dei desideri stessi. Alcuni abitanti della città esprimono tali desideri, e ciò causa loro grossi guai.

## Ambientazione
Il cartone si svolge principalmente ad Endsville, fittizia cittadina industriale dove quasi tutti i protagonisti risiedono. La storia della città è ignota, ma la sua etimologia sembra evidente, da "End" (Fine) e "ville" (suffisso tipico di molte città americane), che significherebbe "Città della fine".

## Produzione
La prima stagione vede Tenebra protagonista quasi assoluto, ma più recentemente a farla da padroni sembrano essere Billy e Mandy, mettendo in alcune avventure completamente da parte Tenebra, il cui ruolo diventa ormai marginale rispetto alla prima stagione. Forse a causa della giovane età del pubblico, i produttori hanno deciso di incentrare le avventure sui due bambini, in modo tale che vi sia maggiore immedesimazione. Le creature che ora compaiono sono semplici mostri, mentre nella prima serie erano veri e propri demoni dell'inferno: lo stesso Nergal, demone della mitologia mesopotamica, è stato sostituito dal figlio Junior, che si ritrova ad andare a scuola con Billy e Mandy.

## Videogiochi
Midway Games ha pubblicato due videogiochi basati sulla serie nel 2006, ciascuno con la stessa trama ma con un gameplay diverso. Il primo, un picchiaduro in 3D, è stato sviluppato da High Voltage Studios e distribuito in Nord America il 25 settembre 2006 per PlayStation 2 e GameCube, e come titolo di lancio per Wii il 19 novembre 2006 in Nord America, il 15 marzo 2007 in Australasia e il 16 marzo 2007 in Europa. Il secondo, un picchiaduro a scorrimento laterale, è stato sviluppato da Full Fat e pubblicato in Nord America il 31 ottobre 2006 per Game Boy Advance.
I personaggi della serie sono apparsi anche nei videogiochi crossover di Cartoon Network, come FusionFall e Cartoon Network: Pugni a volontà.

## Citazioni e riferimenti
- In alcuni episodi compaiono personaggi di altri cartoni animati, spesso prodotti da Hanna-Barbera, come Scooby Doo e Yoghi.
- In un episodio la madre di Billy, per tirare su di morale Tenebra, gli mostra per qualche secondo un cartone chiamato Casa Fister - Demenzialità per tirare su di morale la gente (in originale Fister's House for Crazy Weirdo Made-Up People) che è una parodia de Gli amici immaginari di casa Foster.
- Sassy Cat (In un episodio chiamata anche Gatta Impertinente), il cartone animato preferito da Billy ed Irwin, sembra essere una parodia di Hello Kitty.
- Durante il ballo di San Valentino, Billy e Irwin portano al ballo due gemelle indiane vestite molto similmente a Padma e Calì Patil nel film Harry Potter e il calice di fuoco.
- Nell'episodio La buona educazione (Scary Poppins) il padre di Billy, nello "scoprire" che Mandy non è sua figlia, va in paranoia iniziando a mettere in dubbio la realtà che lo circonda e la sua stessa identità: "È una cospirazione interplanetaria per farmi credere che sono un umile muratore?!". Citazione del film Atto di forza.
- Sempre in La buona educazione, Mandy impartisce ordini ai suoi genitori e all'intero vicinato facendo un cenno con la sua mano, riferimento al trucco mentale Jedi di Guerre stellari.
- Nella serie vi sono diversi riferimenti al ciclo di romanzi di Dune. Ad esempio l'episodio Mandy la spietata (Mandy the Merciless) è una parodia del libro L'imperatore-dio di Dune con Mandy che ricopre il ruolo di Leto Atreides II. In un altro episodio, My fair Mandy, una delle prove a cui sono sottoposte le partecipanti al concorso di bellezza della scuola è il Gom Jabbar, ossia l'ordalia Bene Gesserit descritta nei romanzi.
- Nell'episodio Il cubo magico Billy trova nel baule di Tenebra un Cubo di Rubik parlante. Dopo che Billy lo ha risolto, esce fuori un essere chiamato Birillotto (Pinface in inglese), evidente parodia di Pinhead da Hellraiser.
- Nella puntata Felice Orso Coccolone (Happy Huggy Stuffy Bear) Eris, dopo aver tramutato la gente in zombie fuori controllo attraverso degli orsi di peluche mormora soddisfatta: "Adoro l'odore del Caos al mattino, ha il sapore della vittoria..", citazione del film Apocalypse Now.
- Gli episodi Scuola di magia, La scuola Toadblatt, Nigel Planter e il vasetto da notte dei segreti e Nigel Planter e le noccioline in barattolo sono parodie della saga di Harry Potter, e i personaggi Nigel Planter, preside Toadblatt e Lord Multy Butt (poi tradotto in Lord Chiappe Quadre) sono rispettivamente una parodia di Harry Potter, Albus Silente e Lord Voldemort.
- Nell'episodio I giocattoli sono giocattoli Billy viene rimpicciolito e deve sopravvivere in compagnia dei suoi giocattoli, i "Dinobonoidi", che hanno preso vita, in una cupa parodia di Toy Story.
- Nell'episodio L'Anello Decodificatore (The Secret Decoder Ring) Billy trova il ricercato anello in una scatola di cereali, non appena lo infila nel dito, l'anello sprigiona un ologramma di una principessa dei capelli raccolti a corna d'ariete che dice "Ci manchi, Oki-Uan Kentoki" prima di venire divorata da un mostro alieno. L'intera scena è una parodia di Guerre stellari.
- In un'altra puntata, Tenebra tenta di portare alla ribalta vecchi mostri come La moglie di Frankenstein, il Conte Dracula e l'Uomo lupo. Billy afferma però che sono superati e sostituiti da una "nuova generazione di mostri", e indica una parodia di Freddy Krueger e di Leatherface che gli sorridono e salutano.
- C'è anche una citazione ai mostri giapponesi Kaijū, in particolare a Gamera, a King Ghidorah, a Mechani-Kong e a Zone Fighter, in particolare nell'episodio Giant Billy and Mandy All-Out Attack.
- Nell'episodio Mandy la spietata, quando Mandy mostra il laboratorio a Billy, tra le creature presenti c'è anche Chewbecca da Guerre stellari.
- Nell'episodio Fred e il frozen yogurt appare un mostro simile a SpongeBob SquarePants.
- In due episodi compaiono creature tratte dai racconti di Lovecraft: Cthulhu e Yog Sothoth.
- Nell'episodio Pantaloni da corsa Tenebra immagina che a Billy esploda la testa, e poi esclama "Ahh... i dolci sogni sono fatti di questo!" (in inglese: "Ahh... Sweet Dreams are made of this!"). Questo è un ovvio riferimento all'omonima canzone del 1983.
- Nell'episodio Il figlio di Nergal, nel campo invernale il capo si chiama John Jack Daniel Torrance, chiaro riferimento a Jack Torrance di Shining.
- L'episodio Chicken Ball Z è un evidente parodia di Dragon Ball Z, con Mandy Super Saiyan.
- Alla fine dell'episodio My Fair Mandy Tenebra, Billy, Mandy e Irwin sì trovano nel mondo delle SuperChicche. Il Professor Utonium fa un'apparizione e i tre principali indossano gli abiti di Lolly, Dolly e Molly mentre Irwin indossa quelli di Mojo Jojo.
- Alla fine della sigla, si vedono tre tombe con scritti i nomi di alcuni show cancellati, che sono Hector Polpetta, La squadra del tempo e Whatever Happened to... Robot Jones?.
- La serie è stata omaggiata dal fumetto amatoriale Grim Tales from down below, ospitato sul sito Snafu Comics a partire dal 2004 e realizzato da Vincent Ngo (lo stesso fumettista di The Powerpuff Girls Doujinshi) e Nek. Ambientato in un futuro alternativo, Tenebra e una Mandy ormai adulta si sono sposati e hanno due figli di nome Grim Jr. e MiniMandy (detta Minnie): il fumetto racconta le avventure dei due fratelli, dove incontrano personaggi della serie animata originale e di altre produzioni Cartoon Network e non, come Jack Skeletron da Nightmare before Christmas. La storia risulta interrotta dal 2023. Maxwell Atoms era venuto a conoscenza di questo fancomic e propose a Vincent Ngo di lavorare insieme a lui a Underfist, uno spin-off de Le tenebrose avventure di Billy e Mandy che alla fine venne ridotto ad un episodio speciale: tuttavia Vincent rifiutò la proposta, affermando di essere già soddisfatto con la realizzazione dei suoi fumetti.
- Durante i titoli di coda della serie animata, i tre protagonisti vengono rappresentati sotto forma di carte dei tarocchi nello stile Rider-Waite: Billy parodizza la carta del Matto, mentre Mandy parodizza la carta del Papa: sotto di lei si possono notare Irwin e Pud'n, che prenderebbero il posto dei due chierici nella carta originale; infine Tenebra, essendo il Cupo Mietitore, parodizza la carta della Morte.
- Sempre nei titoli di coda, verso gli ultimi secondi, è possibile sentire un messaggio segreto pronunciato dallo stesso Maxwell Atoms: ascoltato normalmente è incomprensibile, ma se lo si riproduce al contrario, si sentirà la frase: "No no! This is the end of the show: you're watching it backwards." (che tradotto sarebbe: "No no! Questa è la fine dello show: lo state guardando al contrario.")
- Nell'episodio Warner Bros.: 100º Anniversario dell'ottava stagione di Teen Titans Go!, i Teen Titans organizzano una festa per celebrare i cento anni degli studi Warner Bros., invitando anche tutti i personaggi DC, Cartoon Network e Hanna-Barbera: Billy, Mandy e Tenebra faranno un cameo dove vengono fermati dai Teen Titans al suono di un metal detector mentre entrano negli studios, e quando Tenebra mostra loro la falce, il gruppo di eroi urla terrorizzato scappando a gambe levate.
- Nell'episodio diviso in due parti Il multiverso dei cartoni della terza stagione di Jellystone, numerosi personaggi delle varie serie prodotte da Cartoon Network finiscono proprio nella città di Jellystone a causa dell'instabilità di un varco dimensionale. Billy è il primo personaggio ad arrivare a Jellystone: nell'episodio si scopre che Tenebra e Mandy volevano guardare la TV ma Billy insisteva per guardare un cartone e così Tenebra apre un varco con la sua falce e ci butta dentro il ragazzo senza neanche sapere dove lo avrebbe portato; ma più tardi, decide di riportarlo indietro quando Mandy gli fa notare che al momento dell'esilio, Billy aveva ancora con sé il telecomando. Nell'episodio appariranno anche Fred Fredburger, Hoss Delgado e Harold (nei panni di Mogar).